# Bataille de Khan Younès (1516)
Pour les articles homonymes, voir Bataille de Khan Younès.
Conquête Ottomane de l’Égypte
La bataille de Khan Younès (arabe : معركة خان يونس ; turc : Han Yunus Muhaberesi) a été menée le 28 octobre 1516 entre l'Empire ottoman et le Sultanat Mamelouk du Caire.
Les forces de la cavalerie mamelouke dirigées par Janbirdi al-Ghazali ont attaqué les Ottomans qui ont essayé de traverser Gaza sur le chemin de l'Égypte. Les Ottomans, dirigés par le grand vizir Hadim Sinan Pacha, ont réussi à briser la charge de cavalerie mamelouke égyptienne et Janbirdi al-Ghazali a été blessé au cours de l'affrontement. Avec quelques fidèles, il a pu fuir au Caire.